# Mardrömsgränden
Mardrömsgränden är en amerikansk film från 1947 i regi av Edmund Goulding. Manus skrevs av Jules Furthman efter William Lindsay Greshams roman Nightmare Alley 1946. Tyrone Power var så fast besluten att göra filmens huvudroll att han köpte filmrättigheterna till boken. Filmen blev ingen stor framgång varken bland kritiker eller biopubliken på sin tid, men har senare omvärderats.

## Rollista
- Tyrone Power - Stanton 'Stan' Carlisle
- Joan Blondell - Zeena Krumbein
- Coleen Gray - Molly
- Helen Walker - Lilith Ritter
- Taylor Holmes - Ezra Grindle
- Mike Mazurki - Bruno
- Ian Keith - Pete